# Dị giáo

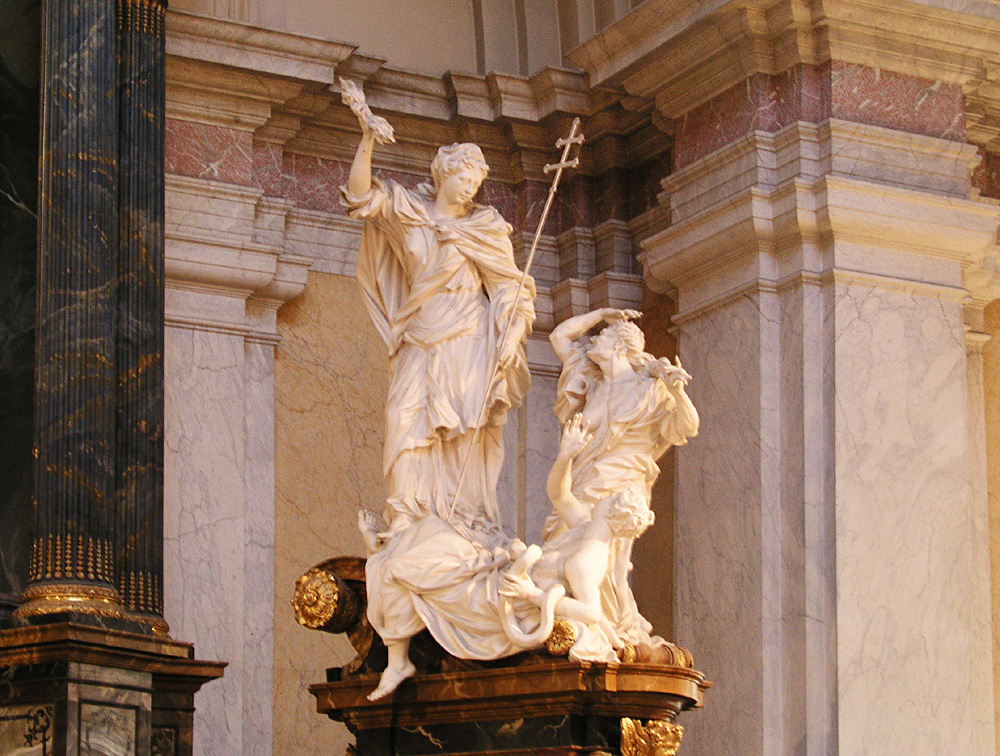
Phúc âm nói về Kẻ dị giáo và con Rắn. Nhà thờ Gustaf Vasa, Stockholm, tác phẩm điêu khắc của Burchard Precht

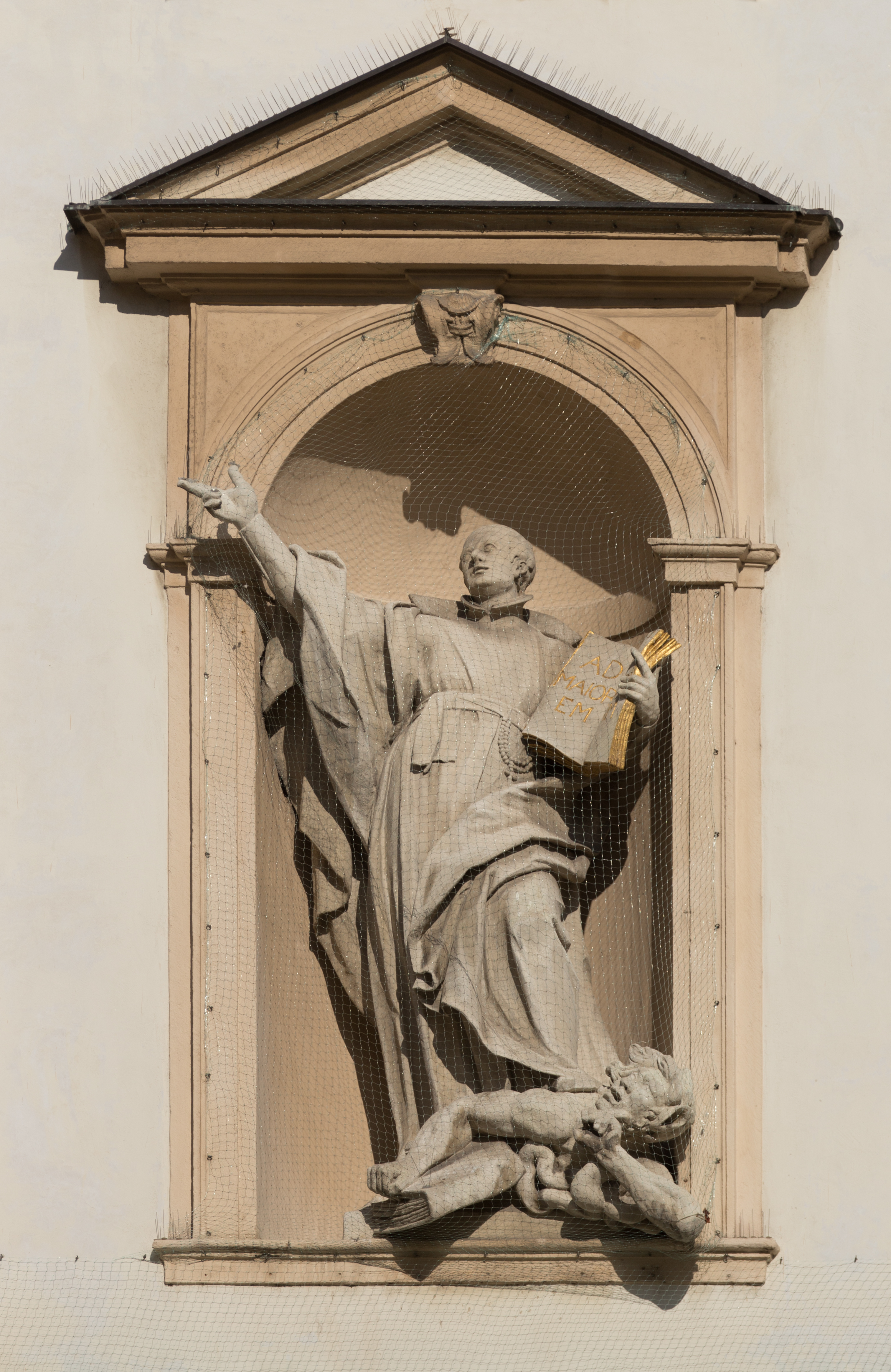
Một bức tượng ở Vienna miêu tả Thánh Inhaxiô nhà Loyola chà đạp lên một kẻ dị giáo

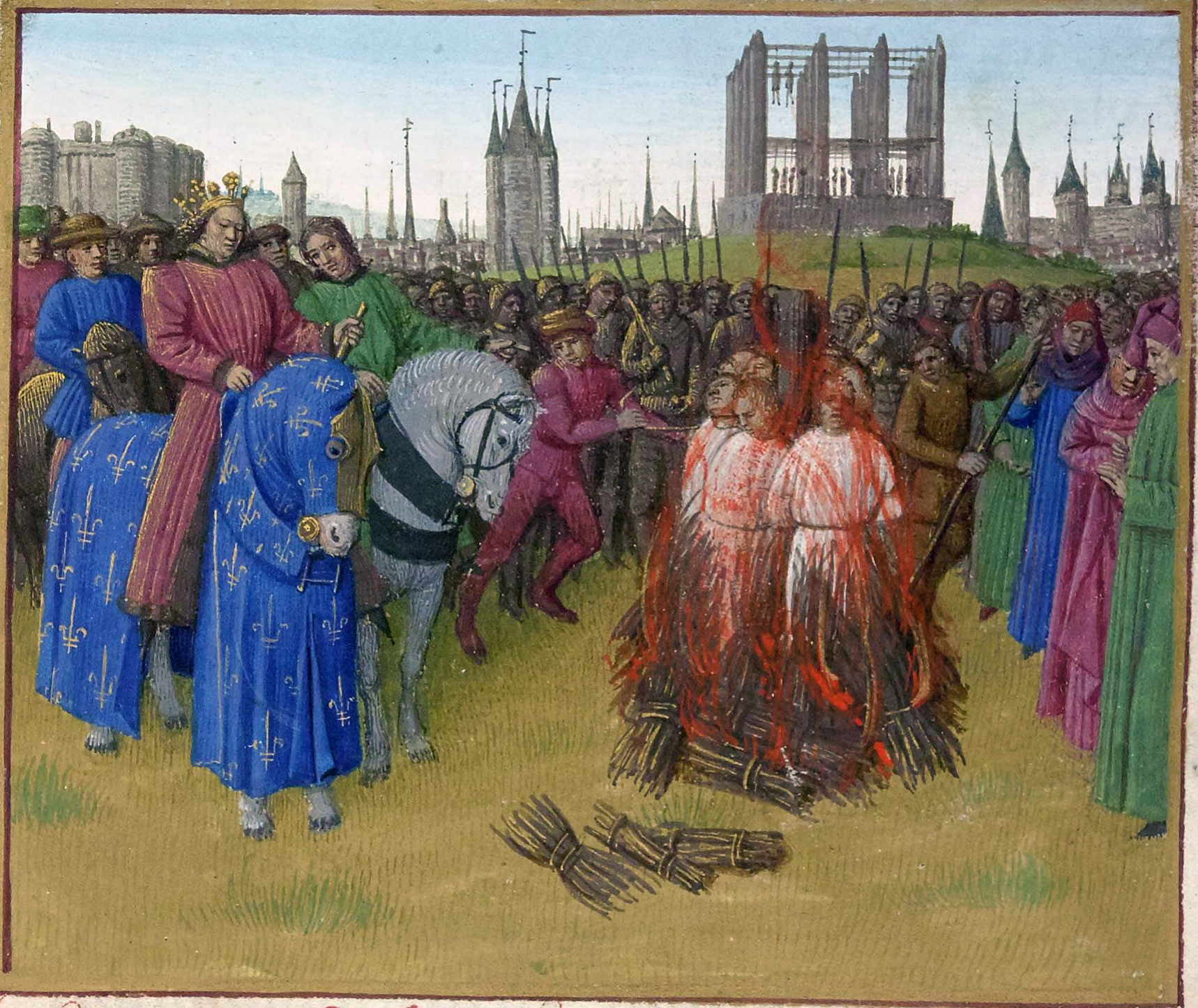
Thiêu chết những kẻ dị giáo theo thuyết phiếm thần Amalrician vào năm 1210, trước sự chứng kiến của Vua Philip II Augustus. Ở phía sau là Gibbet của Montfaucon và, về mặt lịch sử, Chuyến tham quan tổng thể của Temple. Chỉnh sáng từ Grandes Chroniques de France, k. AD 1455–1460.

Dị giáo, hay ngoại đạo, ngoại giáo là bất kỳ niềm tin hoặc giả thuyết nào đi ngược lại với các tín ngưỡng hoặc phong tục đã được quy định, đặc biệt là các tín ngưỡng của nhà thờ hoặc tổ chức tôn giáo. Thuật ngữ này thường được sử dụng để miêu tả sự vi phạm các giáo lý quan trọng của Tôn giáo, nhưng cũng được sử dụng cho các quan điểm phản đối mạnh mẽ bất kỳ ý tưởng nào thường được chấp nhận. Một người ủng hộ tà giáo được gọi là kẻ dị giáo.
Thuật ngữ này được sử dụng nhiều khi nói đến Kitô giáo, Do Thái giáo và Hồi giáo. Trong lịch sử Kitô giáo, Hồi giáo, Do Thái giáo và một số những nền văn hóa khác, tán thành những lý tưởng bị coi là dị giáo (trong một số trường hợp vẫn còn) sẽ phải nhận hình phạt rất nặng như vạ tuyệt thông hay tử hình.
Dị giáo khác với bội đạo (sự từ bỏ tôn giáo, nguyên tắc hoặc mục đích rõ ràng của một người) và báng bổ (lời nói hoặc hành động ẩn ý liên quan đến xúc phạm Chúa hoặc những điều thiêng liêng). Dị giáo học là chỉ việc nghiên cứu về dị giáo.

## Từ nguyên học
Bắt nguồn từ Hy Lạp cổ đại haíresis (αἵρεσις), từ heresy trong tiếng Anh ban đầu có nghĩa là "sự lựa chọn" hoặc "điều được chọn". Tuy nhiên, nó có nghĩa là "bữa tiệc, hoặc trường học, sự lựa chọn của một người đàn ông", và cũng đề cập đến quá trình mà theo đó một người trẻ tuổi sẽ xem xét các triết lý khác nhau để xác định cách sống.
Từ dị giáo thường được sử dụng trong ngữ cảnh Kitô giáo, Do Thái hoặc Hồi giáo và hàm ý các ý nghĩa hơi khác nhau trong mỗi ngữ cảnh. Người sáng lập hoặc lãnh đạo một phong trào dị giáo được gọi là lãnh tụ dị giáo, trong khi những cá nhân tán thành dị giáo hoặc phạm tội dị giáo được gọi là dị giáo.

## Kitô giáo

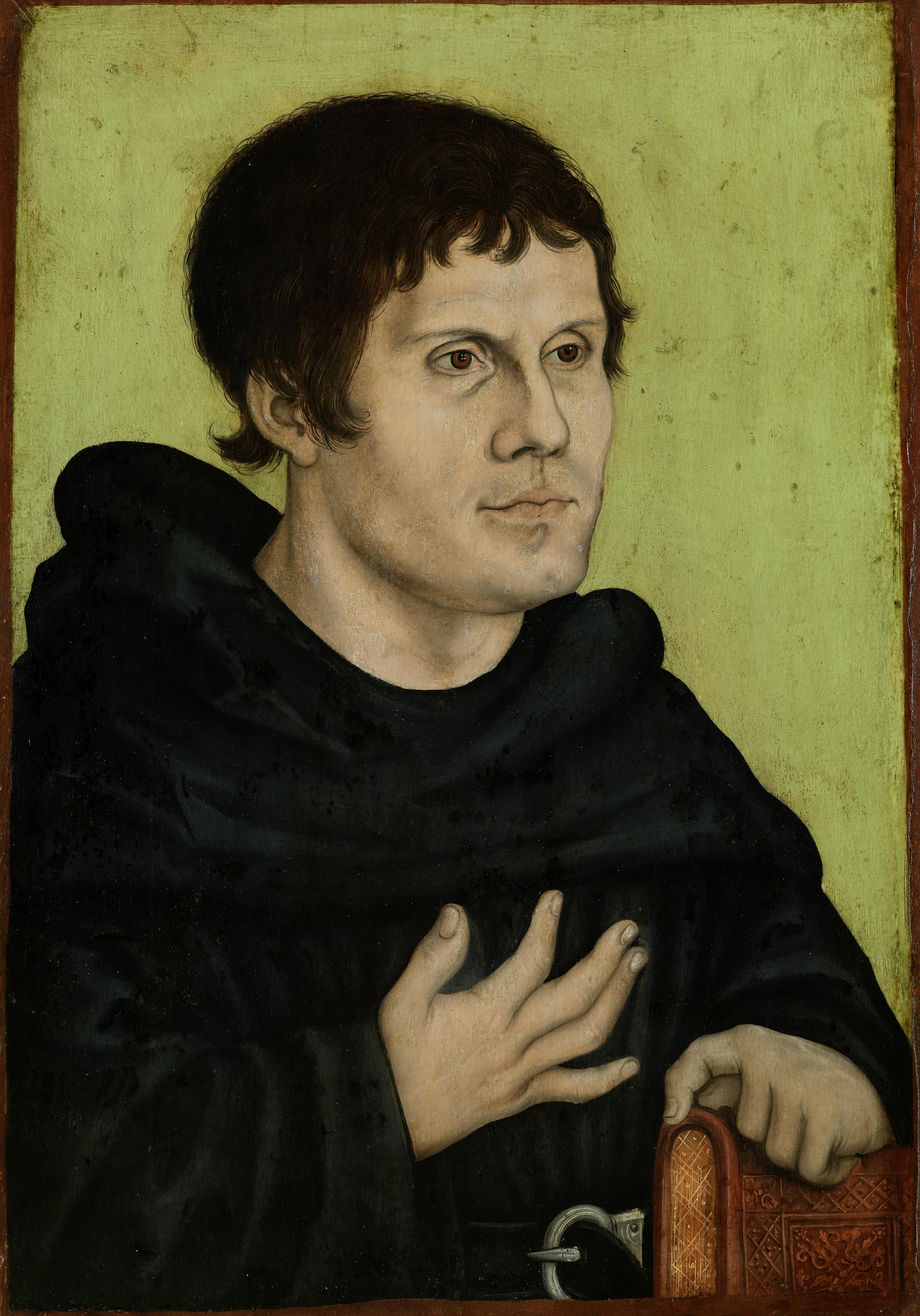
Cựu tu sĩ Công giáo người Đức Martin Luther nổi tiếng khi bị Giáo hoàng Lêô X rút phép thông công như một kẻ dị giáo bởi tông sắc Decet Romanum Pontificem vào năm 1520. Cho đến ngày nay, sắc lệnh của giáo hoàng vẫn chưa bị hủy bỏ.

Theo Titus 3:10 một người gây chia rẽ nên được cảnh báo hai lần trước khi tách khỏi anh ta. Tiếng Hy Lạp cho cụm từ "người gây chia rẽ" đã trở thành một thuật ngữ kỹ thuật trong Giáo hội sơ khai để chỉ một loại "dị giáo" cổ vũ sự bất đồng. Ngược lại, sự dạy dỗ đúng đắn được gọi là đúng đắn không chỉ vì nó xây dựng đức tin mà còn là do nó bảo vệ đức tin khỏi sự ảnh hưởng đồi bại của các giáo lý giả mạo.
Tertullian (k. năm 155–240 sau Công Nguyên) ngụ ý chính người Do Thái đã truyền cảm hứng cho dị giáo trong Kitô giáo: "Từ người Do Thái, kẻ dị giáo đã chấp nhận hướng dẫn trong cuộc thảo luận này [rằng Chúa Giê-xu không phải là Đấng Kitô].""
Việc sử dụng từ dị giáo đã được Irenaeus sử dụng rộng rãi trong bài viết thế kỷ thứ 2 của ông là Contra Haereses (Chống dị giáo) để mô tả và làm mất uy tín của các đối thủ của ông trong những thế kỷ đầu tiên của cộng đồng Kitô giáo. Ông mô tả tín ngưỡng và học thuyết của cộng đồng là chính thống (từ ὀρθός, orthos, "thẳng" hoặc "đúng" + δόξα , doxa, "niềm tin") và các giáo lý Ngộ đạo là dị giáo. Ông cũng chỉ ra khái niệm tông truyền để củng cố lập luận của ông.
Constantine Đại đế, người cùng với Licinius đã ra sắc lệnh khoan dung Kitô giáo trong Đế chế La Mã bằng Sắc lệnh Milan, và là vị Hoàng đế La Mã đầu tiên được rửa tội, đặt tiền lệ cho chính sách sau này. Theo luật La Mã, Hoàng đế là Pontifex Maximus, thầy tế lễ thượng phẩm của College of Pontiffs (Collegium Pontificum) của tất cả các tôn giáo được công nhận ở La Mã cổ đại. Để chấm dứt cuộc tranh luận về giáo lý do Arius khởi xướng, Constantine đã triệu tập cuộc tranh luận đầu tiên sau này được gọi là công đồng đại kết và sau đó được thực thi chính thống bởi chính quyền Hoàng gia.
Cách sử dụng đầu tiên được biết đến của thuật ngữ này trong bối cảnh pháp lý là vào năm 380 sau Công nguyên bởi Sắc lệnh Thessalonica của Theodosius I, khiến Kitô giáo trở thành nhà thờ nhà nước của Đế chế La Mã. Trước khi ban hành sắc lệnh này, Nhà thờ không có sự hỗ trợ cho bất kỳ cơ chế pháp lý cụ thể nào để chống lại những gì nó coi là "dị giáo". Theo sắc lệnh này, thẩm quyền của nhà nước và của Giáo hội trở nên chồng chéo. Một trong những kết quả của sự mờ nhạt giữa Nhà thờ và nhà nước này là sự chia sẻ quyền lực thực thi pháp luật của nhà nước với chính quyền nhà thờ. Sự củng cố quyền lực của Giáo hội này đã trao cho các nhà lãnh đạo giáo hội quyền tuyên án tử hình đối với những người mà giáo hội coi là dị giáo.
Trong vòng sáu năm kể từ khi Hoàng đế chính thức hình sự hóa dị giáo, kẻ dị giáo Kitô giáo đầu tiên bị xử tử, Priscillian, đã bị các quan chức thế tục của La Mã kết án vào năm 386 vì tội phù thủy, và bị xử tử cùng với bốn hoặc năm tín đồ. Tuy nhiên, những người tố cáo ông đã bị cả Ambrose của Milan và Giáo hoàng Siricius rút phép thông công, họ là những người phản đối dị giáo của Priscillian, nhưng "tin rằng hình phạt tử hình là không phù hợp và rõ ràng là xấu xa nhất." Sắc lệnh của Theodosius II (435) đưa ra những hình phạt nghiêm khắc đối với những người có hoặc phát tán các bài viết của Nestorius. Những người sở hữu các tác phẩm của Arius bị kết án tử hình.
Trong văn bản Concerning Heresy ở thế kỷ thứ 7, thánh Gioan thành Damascus gọi Hồi giáo là dị giáo Kitô học, gọi nó là "dị giáo của người Ishmaelites" (xem quan điểm của Cơ đốc giáo thời trung cổ về Muhammad). Vị trí vẫn phổ biến trong giới Kitô giáo cho đến tận thế kỷ 20, bởi các nhà thần học như giáo sĩ Công giáo Frank Hugh Foster và nhà sử học Công giáo La Mã Hilaire Belloc, người sau mô tả nó là "tà giáo vĩ đại và lâu dài của Mô-ha-mét."
Trong một số năm sau Cải cách, các nhà thờ Tin lành cũng được biết là hành quyết những người mà họ coi là dị giáo; ví dụ, Michael Servetus bị cả Giáo hội Cải cách và Giáo hội Công giáo tuyên bố là kẻ dị giáo vì bác bỏ học thuyết Kitô giáo về Ba Ngôi. Kẻ dị giáo cuối cùng được biết đến bị xử tử theo bản án của Giáo hội Công giáo là hiệu trưởng người Tây Ban Nha Cayetano Ripoll vào năm 1826. Số người bị hành quyết như những kẻ dị giáo dưới quyền của nhiều "cơ quan giáo hội" không được biết đến.
Mặc dù ít phổ biến hơn so với thời kỳ trước, nhưng trong thời hiện đại, các cáo buộc chính thức về dị giáo trong các nhà thờ Thiên chúa giáo vẫn xảy ra. Các vấn đề trong các nhà thờ Tin lành bao gồm sự phê bình Kinh thánh hiện đại và bản chất của Chúa. Trong Giáo hội Công giáo, Bộ Giáo lý Đức tin chỉ trích các bài viết vì "sự mơ hồ và sai sót" mà không sử dụng từ "dị giáo".
Có lẽ do nhiều ý nghĩa tiêu cực hiện đại liên quan đến thuật ngữ dị giáo, chẳng hạn như tòa án dị giáo Tây Ban Nha, ngày nay thuật ngữ này ít được sử dụng hơn. Chủ đề dị giáo Kitô giáo mở ra những câu hỏi rộng hơn về việc ai có độc quyền về chân lý tâm linh, như Jorge Luis Borges đã khám phá trong truyện ngắn "The Theologians" trong tuyển tập Labyrinths.
Ngày 11 tháng 7 năm 2007, Giáo hoàng Benedict XVI tuyên bố một số nhóm Tin lành là "cộng đồng giáo hội" chứ không phải là Giáo hội. Đại diện của một số giáo phái Kitô giáo này đã cáo buộc Vatican gọi họ là những kẻ dị giáo. Tuy nhiên, Giáo hoàng Benedict XVI đã làm rõ rằng cụm từ "cộng đồng giáo hội" không nhất thiết phải rõ ràng là dị giáo, mà chỉ là các cộng đồng thiếu một số "yếu tố thiết yếu" của một giáo hội tông truyền, như ông đã viết trong tài liệu Dominus Iesus.

### Công giáo

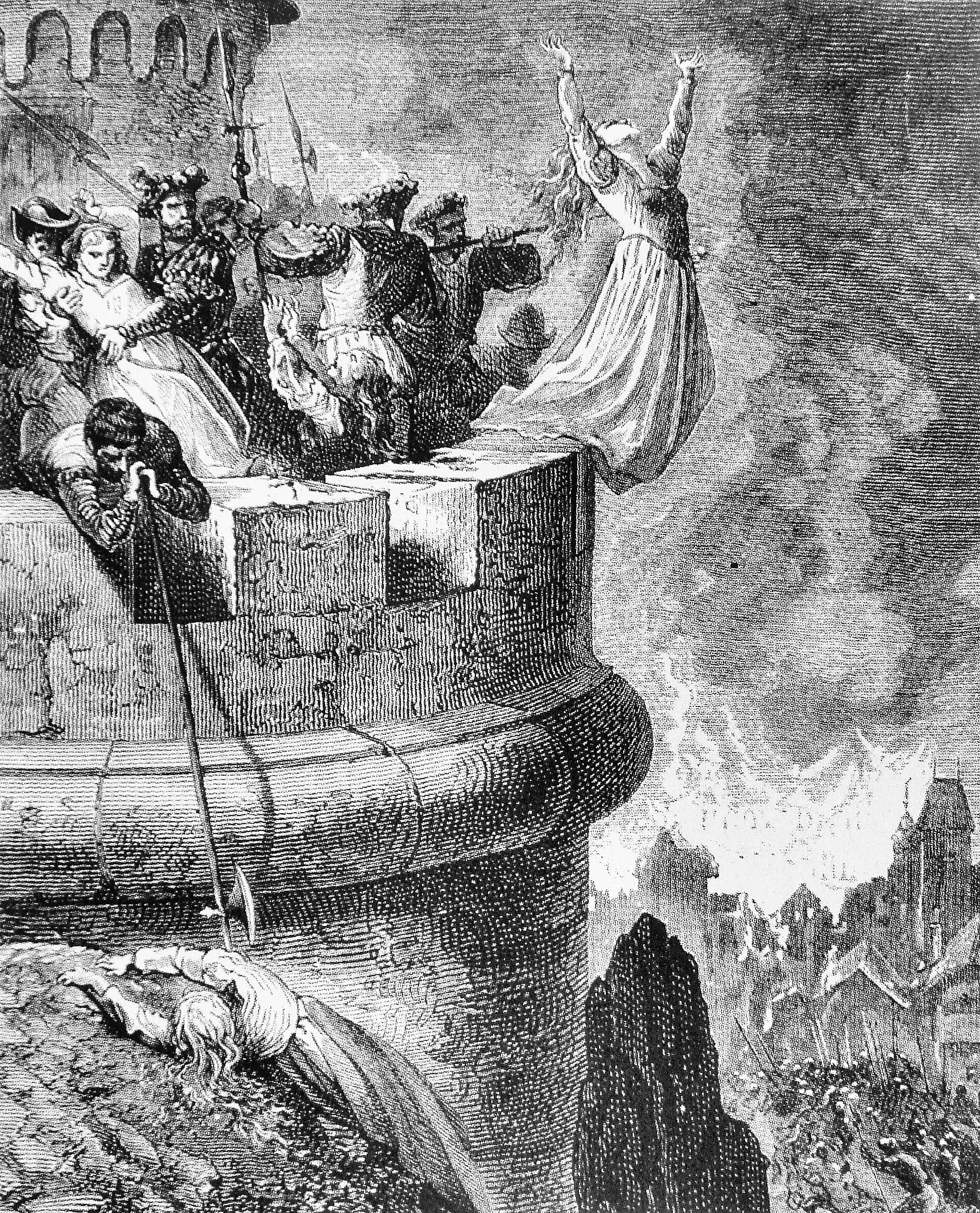
Thảm sát người Waldensian ở Mérindol năm 1545.

Trong Giáo hội Công giáo, dị giáo rõ ràng cố chấp và cố ý được coi là cắt đứt một người khỏi Giáo hội về mặt tinh thần, ngay cả trước khi vạ tuyệt thông xảy ra. Codex Justinianus (1:5:12) định nghĩa "tất cả những người không hết lòng với Giáo hội Công giáo và Đức tin thánh Chính thống của chúng ta" là một kẻ dị giáo. Giáo hội luôn đối xử gay gắt với các nhóm Cơ đốc giáo mà Giáo hội coi là dị giáo, nhưng trước thế kỷ 11, những nhóm này có xu hướng tập trung vào các nhà thuyết giáo cá nhân hoặc các giáo phái địa phương nhỏ, như Arianism, Pelagianism, Donatism, Marcionism và Montanism. Sự truyền bá Mani giáo của Paulician về phía tây đã sinh ra những dị giáo nổi tiếng vào thế kỷ 11 và 12 ở Tây Âu. Cái đầu tiên là của Bogomils ở Bulgaria ngày nay, một kiểu thánh địa giữa Cơ đốc giáo phương Đông và phương Tây. Đến thế kỷ 11, các nhóm có tổ chức hơn như Patarini, Dulcinian, Waldensians và Cathars bắt đầu xuất hiện ở các thị trấn và thành phố của miền bắc nước Ý, miền nam nước Pháp và Flanders.
Ở Pháp, Cathars đã trở thành đại diện cho một phong trào quần chúng phổ biến và niềm tin đang lan rộng ra các khu vực khác. Cuộc thập tự chinh Cathar do Giáo hội Công giáo khởi xướng nhằm loại bỏ dị giáo Cathar ở Languedoc. Dị giáo là lý do chính để biện minh cho Tòa thẩm giáo (Inquisitio Haereticae Pravitatis, Cuộc điều tra về dị giáo đồi bại) và thánh chiến Châu Âu gắn liền với Cải cách Tin lành.
Galileo Galilei bị đưa ra trước Toà án dị giáo vì tội dị giáo, phải nguyện bỏ quan điểm của ông và bị kết án quản thúc tại gia và sống cả phần còn lại tại đó. Galileo bị cho là "cực kỳ nghi ngờ về dị giáo", cụ thể là đã có quan điểm cho rằng Mặt trời nằm bất động ở trung tâm của vũ trụ, và Trái đất không nằm ở trung tâm của nó và chuyển động, và người ta có thể giữ và bảo vệ một ý kiến là có thể xảy ra sau khi nó được tuyên bố là trái ngược với Kinh thánh. Ông được yêu cầu phải "nguyện bỏ, nguyền rủa và ghê tởm" những ý kiến đó.
Giáo hoàng Gregory I kỳ thị Do Thái giáo và người Do Thái trong nhiều bài viết của ông. Ông mô tả người Do Thái là kẻ thù của Chúa Kitô: "Chúa Thánh Thần càng tràn ngập thế giới, thì lòng căm thù của người Do Thái càng thống trị." Ông dán nhãn tất cả dị giáo là "Do Thái", tuyên bố rằng đạo Do Thái sẽ "làm ô uế [người Công giáo và] lừa dối họ bằng sự dụ dỗ báng bổ." Việc xác định người Do Thái và dị giáo nói riêng xảy ra nhiều lần trong Luật La Mã-Kitô giáo.

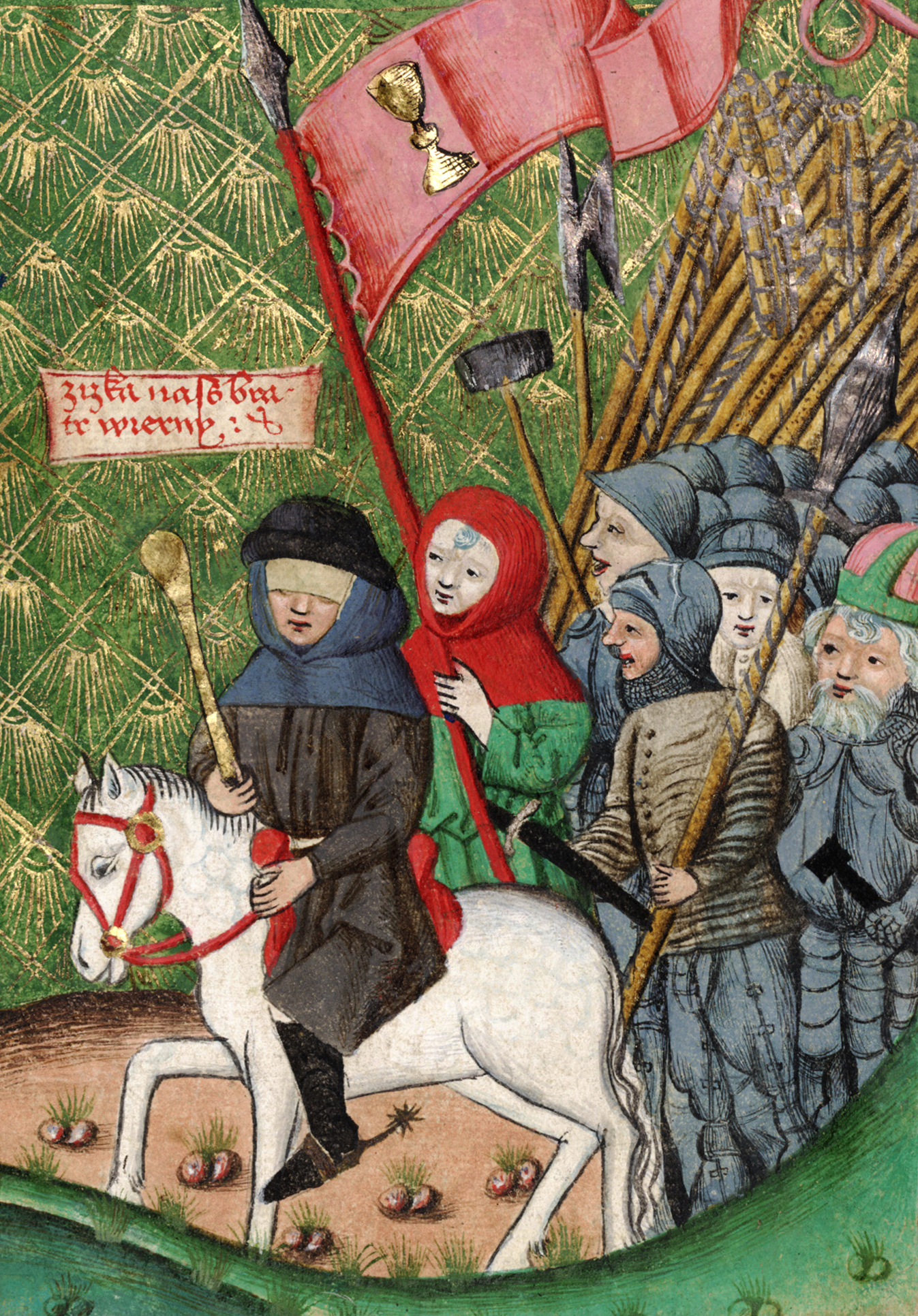
Giữa năm 1420 và 1431, những kẻ dị giáo Hussite đã đánh bại năm người chống Hussite trong chiến tranh Hussite do Giáo hoàng ra lệnh.

## Hồi giáo

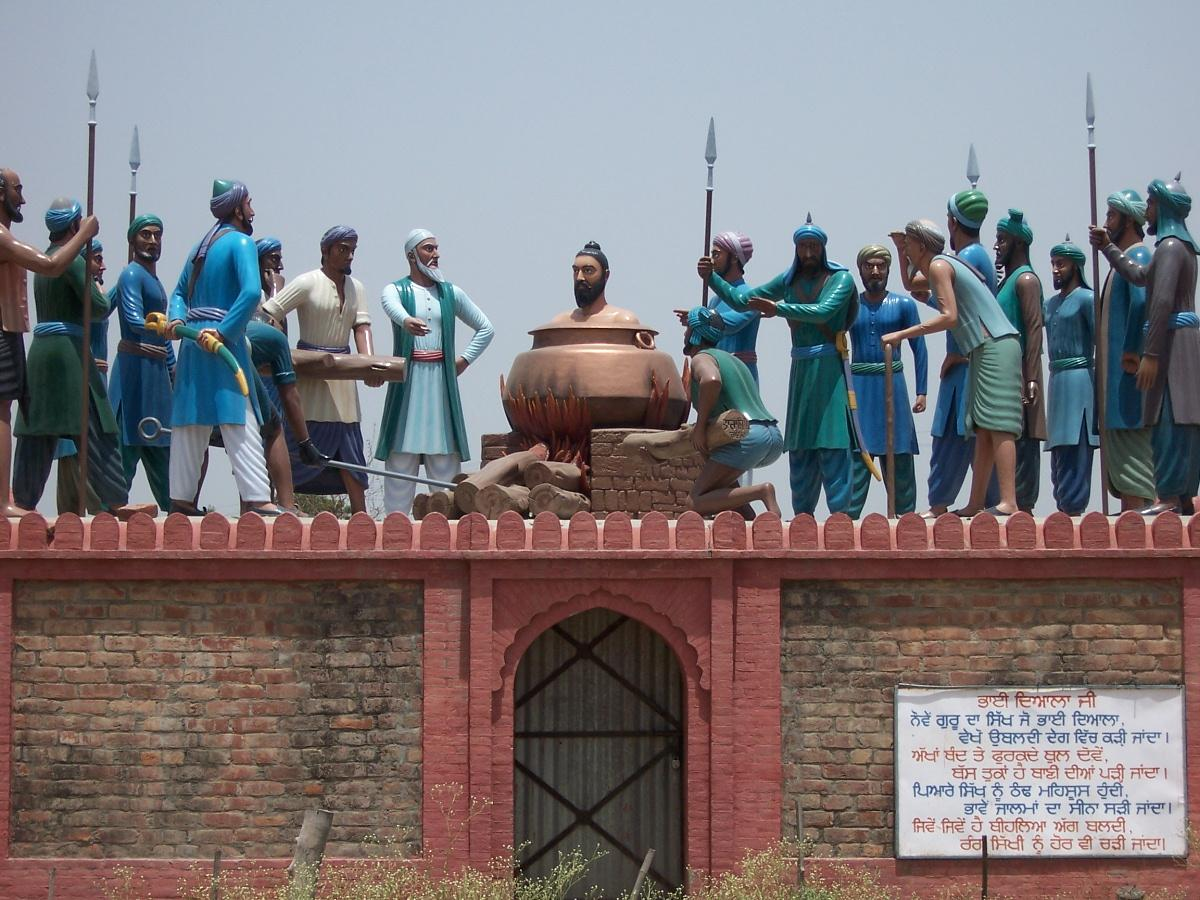
Mehdiana Sahib: người Mughals giết chết Bhai Dayala, một Sikh, tại Chandni Chowk, Ấn Độ năm 1675

Bắt đầu từ thời Trung cổ, người Hồi giáo gọi những người dị giáo và những người chống đối Hồi giáo là zindiqs và những zindiqs sẽ chắc chắn nhận án tử.
Quốc vương Selim the Grim của Ottoman coi Shia Qizilbash là những kẻ dị giáo. Nói chung, người Shiite thường bị Hồi giáo Sunni coi là dị giáo, đặc biệt là ở Indonesia, Ả Rập Xê Út và Thổ Nhĩ Kỳ.
Đối với Mughal Hoàng đế Aurangzeb, Sikh là những kẻ dị giáo.
Ở một số quốc gia và khu vực hiện đại, dị giáo vẫn là một hành vi tội phạm và bị trừng phạt bằng cái chết. Một ví dụ là fatwa do chính phủ Iran ban hành năm 1989, đưa ra một khoản tiền thưởng đáng kể cho bất kỳ ai thành công trong vụ ám sát tác giả Salman Rushdie, người có các bài viết bị tuyên bố là dị giáo. Hơn nữa, Bahá'í giáo được coi là dị giáo Hồi giáo ở Iran, với sự đàn áp người Baháʼí có hệ thống

## Tôn giáo khác
Hành động sử dụng các kỹ thuật của Nhà thờ Khoa luận giáo ở dạng khác với mô tả ban đầu của L. Ron Hubbard trong Khoa luận giáo được gọi là "squirreling" và bị các thành viên Khoa luận giáo cho là tội phản nghịch. Trung tâm Khoa luận giáo đã truy tố các nhóm ly khai thực hành Khoa luận giáo bên ngoài Giáo hội chính thức mà không được cấp phép.
Mặc dù Hỏa giáo đã có lịch sử khoan dung đối với các tôn giáo khác, nhưng nó cũng coi các giáo phái như Zurvan giáo và Mazdak giáo là dị giáo đối với giáo điều chính của nó và đã bức hại họ một cách thô bạo, chẳng hạn như chôn người Mazdak với tư thế đứng thẳng gọi là "vườn con người." Trong các thời kỳ sau, những người theo đạo Hỏa giáo đã hợp tác với người Hồi giáo để giết những người theo đạo Hỏa giáo khác bị coi là dị giáo.
Phật giáo và Đạo giáo của các nhà sư ở Trung Quốc thời trung cổ thường gọi nhau là "dị giáo" và cạnh tranh để được triều đình khen ngợi. Mặc dù ngày nay hầu hết người Trung Quốc tin vào sự kết hợp của "Tam giáo" (Phật giáo, Đạo giáo, Nho giáo), sự cạnh tranh giữa hai tôn giáo vẫn có thể được nhìn thấy trong một số giáo lý và bình luận của cả hai tôn giáo ngày nay. Một tình huống tương tự cũng xảy ra với chủ nghĩa Thần đạo ở Nhật Bản. Lý học giáo cũng được mô tả như vậy.